# Dynamo Volgograd
La Dynamo Volgograd è una società di pallacanestro femminile di Volgograd, in Russia.
Ha disputato due edizioni di Coppa Ronchetti.